# Einheits-Klänge
Einheits-Klänge ist ein Walzer von Johann Strauss (Sohn) (op. 62). Das Werk wurde im Frühjahr 1849 erstmals aufgeführt.

## Einzelnachweis
1. ↑  Quelle: Englische Version des Booklets (Seite x) in der 52 CDs umfassenden Gesamtausgabe der Orchesterwerke von Johann Strauß (Sohn), Hrsg. Naxos (Label). Das Werk ist als zweiter Titel auf der 28. CD zu hören.